# Theophil Passavant
Theophil Passavant (* 14. April 1787 in Genf; † 12. November 1864 in Basel) war ein Schweizer Theologe.
Er war der zweite Sohn des Bankiers Hans Franz Passavant. Er gründete 1832 den „Verein für Sonntagssäle, für Arbeiter, Lehrlinge und Knaben“ in Basel.

## Schriften
- Versuch einer praktischen Auslegung des Briefes Pauli an die Philipper. Basel 1834.
- Versuch einer praktischen Auslegung des Briefes Pauli an die Ephesier. Basel 1836.
- Naeman oder Altes und Neues. Basel 1841.
- Aus Venedig. Basel 1853–1854.